# Aïchatou Boulama Kané
Aïchatou Boulama Kané (Keita, 24 de abril de 1955) es una política nigerina. Fue ministra de Asuntos Exteriores de Níger de 2015 a 2016, año en que se convirtió en ministra de Planeamiento.

## Biografía
Nació en 1955 en Keita, Níger. Es la mayor de 16 hermanos. Después de su educación primaria en Mainé-Soroa de 1961 a 1967, asistió al Lycée Mariama en Niamey donde ganó un Baccalauréat série D en 1974. Viajó a Francia, estudiando en la Universidad de Rennes 1, obteniendo un grado de economía en 1979, y más tarde estudió en la Universidad de París I Panthéon-Sorbonne, ganando un diploma de Estudios Especializados. Luego regresó a Níger en 1983 y trabajó en el Ministerio de Minas, Industria y Artesanías.
Kané jugó un rol en la marcha de protesta contra la baja representación de mujeres en la Conferencia Nacional, así ese 13 de mayo se constituyó en la celebración nigerina del Día de las Mujeres. En 1991, fue elegida a la Conferencia Soberana Nacional como miembro del Partido Nigerino para la Democracia y el Socialismo. Y, en 1993, nombrada Secretaria de Estado de Planeamiento, y siguió luchando por la movilidad de las mujeres africanas. En particular,  promovió el empoderamiento femenino a través del desarrollo de sus actividades, incluyendo oficios. Su cargo como Coordinadora de la Exposición Internacional de Oficios para Mujeres (SAFEM) en 2000 ilustró sus esfuerzos en los oficios de las mujeres. Y, luego devino en agencia de gobierno en 2005 pero ha sido independiente desde 2007.
Kané fue nombrada gobernadora de Niamey por el Consejo de Ministros en 2011. Sirvió en esa posición dos años antes de ser nombrada en el ministerio de Interior.
Fue ministra de Asuntos Exteriores de 2015 a 2016. Y, nombrada por el presidente, Mahamadou Issoufou, para reemplazar a Mohamed Bazoum el 25 de febrero de 2015. Anteriormente había sido jefa de Personal Issoufou. Como ministra de Asuntos Exteriores, dio un discurso en Naciones Unidas apoyando la solución de dos Estados para Israel y Palestina y dio las gracias a la coalición implicada en luchar contra el grupo terrorista Boko Haram. Kané, como representante de Níger, apoyó en la ONU el proceso de paz sancionado para Libia, dando un discurso sobre el tema en una conferencia internacional en diciembre de 2015. En febrero de 2016,  ayudó a asegurar la liberación de Jocelyn Elliott, una australiana que, junto con su marido Ken, estuvo secuestrada por militantes islámicos en Burkina Faso.
El 11 de abril de 2016 fue reemplazada como ministra de Asuntos Exteriores por Ibrahim Yacouba y nombrada ministra de Planeamiento y presidenta del Consejo de Ministros de AFRISTAT.
En agosto de 2023, tras el golpe de Estado en Níger, Aïchatou Kané Boulama se negó a abandonar su cartera como embajadora de Níger en Francia.

## Personal
Se casó con Kane Souleymane, un asesor presidencial, y tienen tres niños.